# Список почётных граждан Воронежа
Представлен список Почётных граждан Воронежа, которые внесли значительный вклад в развитие города Воронежа:
- Абаджян, Валерий Аршалуйсович (2012)
- Анцупов, Евгений Алексеевич (1996)
- Атласов, Виктор Григорьевич (2013)
- Боброва, Нина Викториновна (2003)
- Борисов, Вячеслав Алексеевич (2014)
- Борисов, Николай Николаевич (2015)
- Боровиков, Владимир Николаевич — Генеральный директор ЗАО «Воронежстальмост» (2003)
- Булынин, Виктор Иванович (1994)
- Воропаев, Алексей Макарович — председатель исполкома Воронежского Областного Совета народных депутатов (1974—1980) (1998)
- Воротников, Виталий Иванович (1996)
- Гончаров, Юрий Данилович (2011)
- Джабраилов, Мамед Мерзамамедович (2018)
- Ермаков, Николай Васильевич (2016)
- Есауленко, Игорь Эдуардович (2017)
- Есин, Николай Макарович — педагог, имеющий звание «Заслуженный педагог», «Народный педагог», «Заслуженный учитель РФ», победитель Всероссийских конкурсов «Директор года» в 1995, 1996, 1998 годах (2007)
- Зибров, Геннадий Васильевич — генерал-полковник, начальник Военного авиационного инженерного университета (2009)
- Золотарёва, Альбина Васильевна — директор Муниципального образовательного учреждения детей «Центр дополнительного образования детей», имеющий звание «Народный учитель Российской Федерации» (2007)
- Картавцева, Мария Игнатьевна (1995)
- Ковалев, Александр Яковлевич (2002)
- Колесников, Владислав Григорьевич (2010)
- Коновальчук, Виктор Ульянович (2013)
- Конопатов, Александр Дмитриевич (1993)
- Золотарёва (Кравцова) Людмила Александровна — актриса Воронежского академического театра драмы имени А. В. Кольцова (2008)
- Криворучко, Василий Павлович (1993)
- Кузнецов, Виктор Иванович (2005)
- Ланецкая, Валерия Макаровна (2015)
- Ласунский, Олег Григорьевич (2011)
- Лукин, Сергей Николаевич (1954) — почетный профессор ВГТУ
- Матвеенко, Михаил Давыдович (2000)
- Мельникова, Ангелина Романовна (2021)
- Мефодий (Немцов) (1994) — митрополит Воронежский и Липецкий
- Михайлов, Альберт Георгиевич (1995)
- Молодцова, Екатерина (Ходача) Михайловна (1998)
- Мордасова, Мария Николаевна (1994)
- Некраш, Сергей Валерьевич (2016)
- Песков, Василий Михайлович (1998)
- Поваляева, Галина Андреевна (2004)
- Пономарёв, Петр Денисович (1994)
- Поспеев, Виктор Владимирович (1996)
- Рачук, Владимир Сергеевич — генеральный конструктор предприятия «Конструкторского бюро химавтоматики» (2006)
- Ростропович, Мстислав Леопольдович (2002)
- Саликов, Вячеслав Алексеевич — заместитель генерального директора компании «Ильюшин Финанс Ко», ранее — генеральный директор предприятия «ВАСО» (звание присуждено в 2008 году посмертно).
- Саутин, Дмитрий Иванович (2001)
- Семаго, Леонид Леонидович (2004)
- Сергий (Фомин) — митрополит Воронежский и Борисоглебский (2009)
- Суровцев, Игорь Степанович — ректор Воронежского государственного архитектурно-строительного университета (2008)
- Толстых, Борис Леонтьевич (2012)
- Троепольский, Гавриил Николаевич (1993)
- Тройнин, Виктор Ильич (1941) — генерал-лейтенант милиции
- Угай, Яков Александрович (1995) — профессор ВГУ
- Феоктистов, Константин Петрович (2001)
- Шматов, Иван Федотович (2000)
- Эйтингон, Владимир Наумович (2010)